# Championnat du monde masculin de volley-ball 2018
Navigation
Pologne 2014 Pologne-Slovénie 2022
Le Championnat du monde masculin de volley-ball 2018 est la 19e édition du Championnat du monde masculin de volley-ball organisé par la Fédération internationale de volley-ball (FIVB). Le tournoi final est co-organisé par la Bulgarie et l'Italie du 9 au 30 septembre 2018. Pour la première fois, le tournoi est tenu dans deux pays. Les demi-finales et finale se déroulent en Italie. Ce tournoi met aux prises les vingt-quatre meilleures équipes mondiales.

## Qualification
Le processus de qualification détermine les 24 équipes parmi les 140 équipes enregistrées qui participeront à la phase finale. Les organisateurs, l'Italie et la Bulgarie sont automatiquement qualifiés. Le précédent champion est également automatiquement qualifié. Les 21 places restantes sont alloués à chaque Fédération sportive. Trois places sont accordées aux pays d'Afrique, quatre places aux pays d'Asie et Océanie, cinq places aux pays d'Amérique du Nord, deux places aux pays Amérique du Sud, et sept places pour les pays d'Europe.
- Barème des points attribués par match en fonction du nombre de sets :
3 pour une victoire (3/0) ou (3/1), 2 pour une victoire (3/2), 1 pour une défaite (2/3) et 0 pour une défaite (1/3) et (0/3).

| Afrique (CAVB)          | Asie & Océanie (AVC)                                                                                         | Europe (CEV) | Amérique du Nord (NORCECA) | Amérique du Sud (CSV)                          |
| Cameroun Égypte Tunisie | Vainqueur Poule A: Iran Second de la Poule A: Chine Vainqueur Poule B: Japon Second de la Poule B: Australie | Hôtes: Italie Hôtes: Bulgarie Champion en titre: Pologne Vainqueur Poule A: France Vainqueur Poule B: Pays-Bas Vainqueur Poule C: Slovénie Vainqueur Poule D: Russie Vainqueur Poule E: Serbie Vainqueur Poule F: Finlande Vainqueur Poule G: Belgique | Champion NORCECA 2017: États-Unis Second NORCECA 2017: République dominicaine Troisième NORCECA 2017: Canada Quatrième NORCECA 2017: Cuba Cinquième NORCECA 2017: Porto Rico | Champion CSV 2015: Brésil Qualifiés: Argentine |

## Lieux
| Florence Bari Rome Bologne Turin Milan · (Assago) |

| Roussé Varna Sofia |

## Formule de la compétition

### Premier tour
4 groupes de 6 équipes.
Classement au nombre de victoires. Les points servent à départager les égalités.
Les quatre premières de chaque groupe qualifiées pour le deuxième tour.

### Deuxième tour
4 groupes de 4 équipes.
Classement au nombre de victoires. Les points servent à départager les égalités.
La première de chaque groupe et les deux meilleures deuxièmes sont qualifiées pour le troisième tour.
Le groupe E est composé du 1er du groupe A, du 2e du groupe B, du 3e du groupe C et du 4e du groupe D.

Le groupe F est composé du 1er du groupe B, du 2e du groupe A, du 3e du groupe A et du 4e du groupe C.

Le groupe G est composé du 1er du groupe C, du 2e du groupe D, du 3e du groupe D et du 4e du groupe B.

Le groupe H est composé du 1er du groupe D, du 2e du groupe C, du 3e du groupe B et du 4e du groupe A.
Les équipes débutent ce tour avec les victoires et points engrangés lors du premier tour.

### Troisième tour
2 groupes de 3 équipes.
Classement au nombre de victoires. Les points servent à départager les égalités.
Le groupe I est composé du 1er du groupe E/F, du 1er du groupe G/H et du 1er meilleur 2e.
Le groupe J est composé du 1er du groupe E/F, du 1er du groupe G/H et du 2e meilleur 2e.
Les deux premières de chaque groupe se qualifient pour les demi-finales.
Les équipes classées troisièmes s'affrontent en match de classement pour la cinquième place.

### Phases finales
Le vainqueur d'un groupe affronte le deuxième de l'autre en demi-finale.
Les vainqueurs de chaque demi-finale s'affrontent en finale, tandis que les perdants s'affrontent pour désigner le troisième du tournoi.

## Déroulement de la compétition

### Premier tour
| Poule A | Poule B                                                  | Poule C                                                         | Poule D                                                     |
| --- | -------------------------------------------------------- | --------------------------------------------------------------- | ----------------------------------------------------------- |
| Sites : Florence et Rome (match d'ouverture) Argentine Belgique République dominicaine Italie Japon Slovénie | Site : Roussé Brésil Canada Chine Égypte France Pays-Bas | Site : Bari Australie Cameroun Russie Serbie Tunisie États-Unis | Site : Varna Bulgarie Cuba Finlande Iran Pologne Porto Rico |

#### Groupe A
| # | Équipe                 | Pts | J | G | Gt | Pt | P | Sp | Sc | Ratio | Pp  | Pc  | Ratio |
| 1 | Italie                 | 15  | 5 | 5 | 0  | 0  | 0 | 15 | 2  | 7.5   | 423 | 326 | 1.298 |
| 2 | Belgique               | 10  | 5 | 3 | 0  | 1  | 1 | 11 | 8  | 1.375 | 419 | 394 | 1.063 |
| 3 | Slovénie               | 9   | 5 | 2 | 1  | 1  | 1 | 12 | 10 | 1.2   | 479 | 463 | 1.035 |
| 4 | Argentine              | 6   | 5 | 1 | 1  | 1  | 2 | 10 | 11 | 0.909 | 475 | 469 | 1.013 |
| 5 | Japon                  | 5   | 5 | 1 | 1  | 0  | 3 | 8  | 11 | 0.727 | 414 | 427 | 0.97  |
| 6 | République dominicaine | 0   | 5 | 0 | 0  | 0  | 5 | 1  | 15 | 0.067 | 267 | 398 | 0.671 |

| Date     | Match                              | Résultat | Sets  | Sets  | Sets  | Sets  | Sets  | Total Points |
| Date     | Match                              | Résultat | 1     | 2     | 3     | 4     | 5     | Total Points |
| -------- | ---------------------------------- | -------- | ----- | ----- | ----- | ----- | ----- | ------------ |
| 09.09.18 | Italie - Japon                     | 3 - 0    | 25-20 | 25-21 | 25-23 | -     | -     | 75-64        |
| 12.09.18 | République dominicaine - Slovénie  | 1 - 3    | 25-22 | 13-25 | 13-25 | 17-25 | -     | 68-97        |
| 12.09.18 | Argentine - Belgique               | 1 - 3    | 19-25 | 19-25 | 25-22 | 19-25 | -     | 82-97        |
| 13.09.18 | République dominicaine - Japon     | 0 - 3    | 20-25 | 16-25 | 16-25 | -     | -     | 52-75        |
| 13.09.18 | Italie - Belgique                  | 3 - 0    | 25-20 | 25-17 | 25-16 | -     | -     | 75-53        |
| 14.09.18 | Japon - Slovénie                   | 1 - 3    | 20-25 | 25-22 | 20-25 | 13-25 | -     | 78-97        |
| 14.09.18 | Argentine - République dominicaine | 3 - 0    | 26-24 | 25-15 | 25-15 | -     | -     | 76-54        |
| 15.09.18 | Belgique - Slovénie                | 2 - 3    | 25-22 | 25-21 | 19-25 | 23-25 | 13-15 | 105-108      |
| 15.09.18 | Italie - Argentine                 | 3 - 1    | 22-25 | 25-15 | 25-23 | 28-26 | -     | 100-89       |
| 16.09.18 | Japon - Belgique                   | 1 - 3    | 25-14 | 23-25 | 14-25 | 19-25 | -     | 81-89        |
| 16.09.18 | République dominicaine - Italie    | 0 - 3    | 12-25 | 18-25 | 15-25 | -     | -     | 45-75        |
| 17.09.18 | Belgique - République dominicaine  | 3 - 0    | 25-18 | 25-13 | 25-17 | -     | -     | 75-48        |
| 17.09.18 | Argentine - Slovénie               | 3 - 2    | 25-18 | 22-25 | 27-29 | 25-17 | 15-13 | 114-102      |
| 18.09.18 | Japon - Argentine                  | 3 - 2    | 26-24 | 20-25 | 30-32 | 25-20 | 15-13 | 116-114      |
| 18.09.18 | Italie - Slovénie                  | 3 - 1    | 23-25 | 25-19 | 25-13 | 25-18 | -     | 98-75        |

#### Groupe B
| # | Équipe   | Pts | J | G | Gt | Pt | P | Sp | Sc | Ratio | Pp  | Pc  | Ratio |
| 1 | Brésil   | 11  | 5 | 3 | 1  | 0  | 1 | 13 | 6  | 2.167 | 439 | 405 | 1.084 |
| 2 | Pays-Bas | 11  | 5 | 3 | 1  | 0  | 1 | 12 | 8  | 1.5   | 455 | 420 | 1.083 |
| 3 | France   | 11  | 5 | 3 | 0  | 2  | 0 | 13 | 7  | 1.857 | 456 | 420 | 1.086 |
| 4 | Canada   | 9   | 5 | 3 | 0  | 0  | 2 | 11 | 7  | 1.571 | 426 | 408 | 1.044 |
| 5 | Égypte   | 3   | 5 | 1 | 0  | 0  | 4 | 4  | 13 | 0.308 | 368 | 426 | 0.864 |
| 6 | Chine    | 0   | 5 | 0 | 0  | 0  | 5 | 3  | 15 | 0.2   | 375 | 440 | 0.852 |

| Date     | Match             | Résultat | Sets  | Sets  | Sets  | Sets  | Sets  | Total Points |
| Date     | Match             | Résultat | 1     | 2     | 3     | 4     | 5     | Total Points |
| -------- | ----------------- | -------- | ----- | ----- | ----- | ----- | ----- | ------------ |
| 12.09.18 | France - Chine    | 3 - 0    | 25-20 | 25-21 | 25-17 | -     | -     | 75-58        |
| 12.09.18 | Pays-Bas - Canada | 0 - 3    | 15-25 | 23-25 | 18-25 | -     | -     | 56-75        |
| 12.09.18 | Brésil - Égypte   | 3 - 0    | 25-17 | 25-22 | 25-20 | -     | -     | 75-59        |
| 13.09.18 | Égypte - Canada   | 0 - 3    | 25-27 | 28-30 | 19-25 | -     | -     | 72-82        |
| 13.09.18 | Brésil - France   | 3 - 2    | 25-20 | 25-20 | 21-25 | 23-25 | 15-12 | 109-102      |
| 14.09.18 | Chine - Pays-Bas  | 1 - 3    | 21-25 | 13-25 | 25-23 | 13-25 | -     | 72-98        |
| 14.09.18 | France - Égypte   | 3 - 0    | 25-22 | 25-23 | 25-16 | -     | -     | 75-61        |
| 15.09.18 | Canada - Chine    | 3 - 1    | 25-22 | 25-19 | 21-25 | 25-23 | -     | 96-89        |
| 15.09.18 | Pays-Bas - Brésil | 3 - 1    | 21-25 | 25-20 | 25-20 | 25-21 | -     | 96-86        |
| 16.09.18 | Chine - Égypte    | 1 - 3    | 26-28 | 24-26 | 25-17 | 21-25 | -     | 96-96        |
| 16.09.18 | Pays-Bas - France | 3 - 2    | 23-25 | 19-25 | 25-21 | 25-23 | 15-13 | 107-107      |
| 17.09.18 | Égypte - Pays-Bas | 1 - 3    | 18-25 | 21-25 | 25-23 | 16-25 | -     | 80-98        |
| 17.09.18 | Brésil - Canada   | 3 - 1    | 25-22 | 19-25 | 25-23 | 25-18 | -     | 94-88        |
| 18.09.18 | Chine - Brésil    | 0 - 3    | 21-25 | 22-25 | 17-25 | -     | -     | 60-75        |
| 18.09.18 | Canada - France   | 1 - 3    | 22-25 | 21-25 | 25-22 | 17-25 | -     | 85-97        |

#### Groupe C
| # | Équipe     | Pts | J | G | Gt | Pt | P | Sp | Sc | Ratio | Pp  | Pc  | Ratio |
| 1 | États-Unis | 13  | 5 | 3 | 2  | 0  | 0 | 15 | 5  | 3     | 456 | 383 | 1.191 |
| 2 | Serbie     | 12  | 5 | 3 | 1  | 1  | 0 | 14 | 7  | 2     | 476 | 430 | 1.107 |
| 3 | Russie     | 10  | 5 | 3 | 0  | 1  | 1 | 12 | 6  | 2     | 422 | 366 | 1.153 |
| 4 | Australie  | 7   | 5 | 2 | 0  | 1  | 2 | 9  | 11 | 0.818 | 428 | 442 | 0.968 |
| 5 | Cameroun   | 3   | 5 | 1 | 0  | 0  | 4 | 4  | 12 | 0.333 | 334 | 398 | 0.839 |
| 6 | Tunisie    | 0   | 5 | 0 | 0  | 0  | 5 | 2  | 15 | 0.133 | 317 | 404 | 0.785 |

| Date     | Match                  | Résultat | Sets  | Sets  | Sets  | Sets  | Sets  | Total Points |
| Date     | Match                  | Résultat | 1     | 2     | 3     | 4     | 5     | Total Points |
| -------- | ---------------------- | -------- | ----- | ----- | ----- | ----- | ----- | ------------ |
| 12.09.18 | Cameroun - Tunisie     | 3 - 0    | 25-20 | 28-26 | 25-21 | -     | -     | 78-67        |
| 12.09.18 | Australie - Russie     | 0 - 3    | 21-25 | 20-25 | 16-25 | -     | -     | 57-75        |
| 12.09.18 | États-Unis - Serbie    | 3 - 2    | 15-25 | 25-14 | 21-25 | 25-20 | 15-10 | 101-94       |
| 13.09.18 | Australie - États-Unis | 2 - 3    | 23-25 | 20-25 | 23-25 | 22-25 | 10-15 | 103-110      |
| 13.09.18 | Cameroun - Serbie      | 0 - 3    | 28-30 | 16-25 | 17-25 | -     | -     | 61-80        |
| 14.09.18 | Australie - Cameroun   | 3 - 1    | 21-25 | 25-17 | 25-22 | 25-20 | -     | 96-84        |
| 14.09.18 | Russie - Tunisie       | 3 - 0    | 25-19 | 25-6  | 25-19 | -     | -     | 75-44        |
| 15.09.18 | Serbie - Tunisie       | 3 - 1    | 20-25 | 25-20 | 25-21 | 25-20 | -     | 95-86        |
| 15.09.18 | États-Unis - Russie    | 3 - 1    | 25-23 | 20-25 | 25-23 | 25-20 | -     | 95-91        |
| 16.09.18 | Cameroun - États-Unis  | 0 - 3    | 18-25 | 20-25 | 14-25 | -     | -     | 52-75        |
| 16.09.18 | Serbie - Australie     | 3 - 1    | 25-20 | 21-25 | 25-17 | 25-19 | -     | 96-81        |
| 17.09.18 | Russie - Cameroun      | 3 - 0    | 25-16 | 30-28 | 25-15 | -     | -     | 80-59        |
| 17.09.18 | Australie - Tunisie    | 3 - 1    | 16-25 | 25-17 | 25-19 | 25-16 | -     | 91-77        |
| 18.09.18 | États-Unis - Tunisie   | 3 - 0    | 25-12 | 25-18 | 25-13 | -     | -     | 75-43        |
| 18.09.18 | Serbie - Russie        | 3 - 2    | 25-21 | 24-26 | 25-17 | 22-25 | 15-12 | 111-101      |

#### Groupe D
| # | Équipe     | Pts | J | G | Gt | Pt | P | Sp | Sc | Ratio | Pp  | Pc  | Ratio |
| 1 | Pologne    | 15  | 5 | 5 | 0  | 0  | 0 | 15 | 3  | 5     | 445 | 343 | 1.297 |
| 2 | Iran       | 11  | 5 | 3 | 1  | 0  | 1 | 12 | 7  | 1.714 | 437 | 400 | 1.093 |
| 3 | Bulgarie   | 9   | 5 | 3 | 0  | 0  | 2 | 11 | 6  | 1.833 | 395 | 368 | 1.073 |
| 4 | Finlande   | 6   | 5 | 1 | 1  | 1  | 2 | 9  | 12 | 0.75  | 453 | 471 | 0.962 |
| 5 | Cuba       | 3   | 5 | 1 | 0  | 0  | 4 | 6  | 13 | 0.462 | 392 | 436 | 0.899 |
| 6 | Porto Rico | 1   | 5 | 0 | 0  | 1  | 4 | 3  | 15 | 0.2   | 331 | 435 | 0.761 |

| Date     | Match                 | Résultat | Sets  | Sets  | Sets  | Sets  | Sets  | Total Points |
| Date     | Match                 | Résultat | 1     | 2     | 3     | 4     | 5     | Total Points |
| -------- | --------------------- | -------- | ----- | ----- | ----- | ----- | ----- | ------------ |
| 09.09.18 | Bulgarie - Finlande   | 3 - 0    | 25-21 | 25-19 | 25-22 | -     | -     | 75-62        |
| 12.09.18 | Iran - Porto Rico     | 3 - 0    | 25-19 | 25-14 | 25-18 | -     | -     | 75-51        |
| 12.09.18 | Cuba - Pologne        | 1 - 3    | 18-25 | 19-25 | 25-21 | 14-25 | -     | 76-96        |
| 13.09.18 | Porto Rico - Pologne  | 0 - 3    | 14-25 | 12-25 | 15-25 | -     | -     | 41-75        |
| 13.09.18 | Iran - Bulgarie       | 3 - 1    | 25-22 | 25-20 | 22-25 | 25-19 | -     | 97-86        |
| 14.09.18 | Finlande - Cuba       | 3 - 1    | 25-19 | 25-19 | 20-25 | 25-16 | -     | 95-79        |
| 14.09.18 | Bulgarie - Porto Rico | 3 - 0    | 25-16 | 25-18 | 25-21 | -     | -     | 75-55        |
| 15.09.18 | Cuba - Iran           | 1 - 3    | 25-17 | 18-25 | 22-25 | 19-25 | -     | 84-92        |
| 15.09.18 | Pologne - Finlande    | 3 - 1    | 25-20 | 26-28 | 25-16 | 25-15 | -     | 101-79       |
| 16.09.18 | Porto Rico - Finlande | 2 - 3    | 19-25 | 23-25 | 29-27 | 25-21 | 10-15 | 106-113      |
| 16.09.18 | Cuba - Bulgarie       | 0 - 3    | 22-25 | 16-25 | 18-25 | -     | -     | 56-75        |
| 17.09.18 | Cuba - Porto Rico     | 3 - 1    | 25-15 | 22-25 | 25-21 | 25-17 | -     | 97-78        |
| 17.09.18 | Iran - Pologne        | 0 - 3    | 21-25 | 20-25 | 22-25 | -     | -     | 63-75        |
| 18.09.18 | Finlande - Iran       | 2 - 3    | 19-25 | 25-22 | 25-23 | 23-25 | 12-15 | 104-110      |
| 18.09.18 | Bulgarie - Pologne    | 1 - 3    | 14-25 | 25-23 | 22-25 | 23-25 | -     | 84-98        |

### Deuxième tour
| Poule E                                                                   | Poule F                                                               | Poule G                                                          | Poule H                                                          |
| ------------------------------------------------------------------------- | --------------------------------------------------------------------- | ---------------------------------------------------------------- | ---------------------------------------------------------------- |
| Site : Milan (Assago) [1A] Italie [2B] Pays-Bas [3C] Russie [4D] Finlande | Site : Bologne [1B] Brésil [2A] Belgique [3A] Slovénie [4C] Australie | Site : Sofia [1C] États-Unis [2D] Iran [3D] Bulgarie [4B] Canada | Site : Varna [1D] Pologne [2C] Serbie [3B] France [4A] Argentine |

#### Groupe E
| # | Équipe   | Pts | J | G | Gt | Pt | P | Sp | Sc | Ratio | Pp  | Pc  | Ratio |
| 1 | Italie   | 22  | 8 | 7 | 0  | 1  | 0 | 23 | 6  | 3.833 | 691 | 568 | 1.217 |
| 2 | Russie   | 18  | 8 | 5 | 1  | 1  | 1 | 21 | 8  | 2.625 | 675 | 578 | 1.168 |
| 3 | Pays-Bas | 14  | 8 | 4 | 1  | 0  | 3 | 16 | 15 | 1.067 | 692 | 661 | 1.047 |
| 4 | Finlande | 6   | 8 | 1 | 1  | 1  | 5 | 10 | 21 | 0.476 | 638 | 719 | 0.887 |

| Date     | Match               | Résultat | Sets  | Sets  | Sets  | Sets  | Sets  | Total Points |
| Date     | Match               | Résultat | 1     | 2     | 3     | 4     | 5     | Total Points |
| -------- | ------------------- | -------- | ----- | ----- | ----- | ----- | ----- | ------------ |
| 21.09.18 | Pays-Bas - Russie   | 0 - 3    | 17-25 | 16-25 | 21-25 | -     | -     | 54-75        |
| 21.09.18 | Italie - Finlande   | 3 - 0    | 25-20 | 25-18 | 25-16 | -     | -     | 75-54        |
| 22.09.18 | Pays-Bas - Finlande | 3 - 1    | 25-19 | 23-25 | 25-16 | 25-13 | -     | 98-73        |
| 22.09.18 | Russie - Italie     | 3 - 2    | 19-25 | 25-18 | 25-21 | 19-25 | 15-11 | 103-100      |
| 23.09.18 | Russie - Finlande   | 3 - 0    | 25-17 | 25-19 | 25-22 | -     | -     | 75-58        |
| 23.09.18 | Italie - Pays-Bas   | 3 - 1    | 16-25 | 25-20 | 27-25 | 25-15 | -     | 93-85        |

#### Groupe F
| # | Équipe    | Pts | J | G | Gt | Pt | P | Sp | Sc | Ratio | Pp  | Pc  | Ratio |
| 1 | Brésil    | 19  | 8 | 5 | 2  | 0  | 1 | 22 | 8  | 2.75  | 699 | 618 | 1.131 |
| 2 | Belgique  | 14  | 8 | 4 | 0  | 2  | 2 | 16 | 14 | 1.143 | 667 | 657 | 1.015 |
| 3 | Slovénie  | 13  | 8 | 3 | 1  | 2  | 2 | 17 | 16 | 1.063 | 722 | 716 | 1.008 |
| 4 | Australie | 9   | 8 | 2 | 1  | 1  | 4 | 12 | 19 | 0.632 | 665 | 701 | 0.949 |

| Date     | Match                | Résultat | Sets  | Sets  | Sets  | Sets  | Sets  | Total Points |
| Date     | Match                | Résultat | 1     | 2     | 3     | 4     | 5     | Total Points |
| -------- | -------------------- | -------- | ----- | ----- | ----- | ----- | ----- | ------------ |
| 21.09.18 | Brésil - Australie   | 3 - 0    | 25-21 | 25-22 | 25-15 | -     | -     | 75-58        |
| 21.09.18 | Belgique - Slovénie  | 0 - 3    | 26-28 | 26-28 | 19-25 | -     | -     | 71-81        |
| 22.09.18 | Australie - Belgique | 0 - 3    | 26-28 | 26-28 | 20-25 | -     | -     | 72-81        |
| 22.09.18 | Slovénie - Brésil    | 0 - 3    | 22-25 | 21-25 | 16-25 | -     | -     | 59-75        |
| 23.09.18 | Slovénie - Australie | 2 - 3    | 25-23 | 20-25 | 25-19 | 22-25 | 11-15 | 103-107      |
| 23.09.18 | Belgique - Brésil    | 2 - 3    | 25-22 | 25-23 | 19-25 | 15-25 | 12-15 | 96-110       |

#### Groupe G
| # | Équipe     | Pts | J | G | Gt | Pt | P | Sp | Sc | Ratio | Pp  | Pc  | Ratio |
| 1 | États-Unis | 22  | 8 | 6 | 2  | 0  | 0 | 24 | 6  | 4     | 704 | 585 | 1.203 |
| 2 | Canada     | 13  | 8 | 3 | 2  | 0  | 3 | 18 | 14 | 1.286 | 712 | 694 | 1.026 |
| 3 | Bulgarie   | 13  | 8 | 4 | 0  | 1  | 3 | 16 | 12 | 1.333 | 625 | 617 | 1.013 |
| 4 | Iran       | 12  | 8 | 3 | 1  | 1  | 3 | 14 | 16 | 0.875 | 674 | 664 | 1.015 |

| Date     | Match                 | Résultat | Sets  | Sets  | Sets  | Sets  | Sets  | Total Points |
| Date     | Match                 | Résultat | 1     | 2     | 3     | 4     | 5     | Total Points |
| -------- | --------------------- | -------- | ----- | ----- | ----- | ----- | ----- | ------------ |
| 21.09.18 | États-Unis - Canada   | 3 - 1    | 25-17 | 25-14 | 21-25 | 25-17 | -     | 96-73        |
| 21.09.18 | Bulgarie - Iran       | 3 - 0    | 25-19 | 28-26 | 26-24 | -     | -     | 79-69        |
| 22.09.18 | Iran - Canada         | 2 - 3    | 20-25 | 25-20 | 15-25 | 25-23 | 12-15 | 97-108       |
| 22.09.18 | Bulgarie - États-Unis | 0 - 3    | 20-25 | 20-25 | 18-25 | -     | -     | 58-75        |
| 23.09.18 | États-Unis - Iran     | 3 - 0    | 25-23 | 26-24 | 26-24 | -     | -     | 77-71        |
| 23.09.18 | Bulgarie - Canada     | 2 - 3    | 19-25 | 14-25 | 25-21 | 25-19 | 10-15 | 93-105       |

#### Groupe H
| # | Équipe    | Pts | J | G | Gt | Pt | P | Sp | Sc | Ratio | Pp  | Pc  | Ratio |
| 1 | Pologne   | 19  | 8 | 6 | 0  | 1  | 1 | 21 | 9  | 2.333 | 702 | 593 | 1.184 |
| 2 | Serbie    | 17  | 8 | 4 | 2  | 1  | 1 | 20 | 12 | 1.667 | 707 | 677 | 1.044 |
| 3 | France    | 18  | 8 | 5 | 0  | 3  | 0 | 21 | 12 | 1.75  | 765 | 688 | 1.112 |
| 4 | Argentine | 8   | 8 | 1 | 2  | 1  | 4 | 14 | 19 | 0.737 | 725 | 751 | 0.965 |

| Date     | Match               | Résultat | Sets  | Sets  | Sets  | Sets  | Sets  | Total Points |
| Date     | Match               | Résultat | 1     | 2     | 3     | 4     | 5     | Total Points |
| -------- | ------------------- | -------- | ----- | ----- | ----- | ----- | ----- | ------------ |
| 21.09.18 | Serbie - France     | 3 - 2    | 22-25 | 26-24 | 25-20 | 18-25 | 18-16 | 109-110      |
| 21.09.18 | Pologne - Argentine | 2 - 3    | 25-16 | 19-25 | 23-25 | 25-23 | 14-16 | 106-105      |
| 22.09.18 | Serbie - Argentine  | 3 - 0    | 25-18 | 25-22 | 25-22 | -     | -     | 75-62        |
| 22.09.18 | Pologne - France    | 1 - 3    | 15-25 | 18-25 | 25-23 | 18-25 | -     | 76-98        |
| 23.09.18 | France - Argentine  | 3 - 1    | 25-16 | 25-20 | 26-28 | 25-19 | -     | 101-83       |
| 23.09.18 | Pologne - Serbie    | 3 - 0    | 25-17 | 25-16 | 25-14 | -     | -     | 75-47        |

#### Meilleurs deuxièmes
Les deux meilleurs deuxièmes sont qualifiés pour le troisième tour, au nombre de victoires.
| \| # \| Équipe \| Pts \| J \| G \| Gt \| Pt \| P \| Sp \| Sc \| Ratio \| Pp \| Pc \| Ratio \| \| 1 \| Russie \| 18 \| 8 \| 5 \| 1 \| 1 \| 1 \| 21 \| 8 \| 2.625 \| 675 \| 578 \| 1.168 \| \| 2 \| Serbie \| 17 \| 8 \| 4 \| 2 \| 1 \| 1 \| 20 \| 12 \| 1.667 \| 707 \| 677 \| 1.044 \| \| 3 \| Canada \| 13 \| 8 \| 3 \| 2 \| 0 \| 3 \| 18 \| 14 \| 1.286 \| 712 \| 694 \| 1.026 \| \| 4 \| Belgique \| 14 \| 8 \| 4 \| 0 \| 2 \| 2 \| 16 \| 14 \| 1.143 \| 667 \| 657 \| 1.015 \| | Équipe qualifiée pour le troisième tour. |     |   |   |    |    |   |    |    |       |     |     |       |
| # | Équipe                                   | Pts | J | G | Gt | Pt | P | Sp | Sc | Ratio | Pp  | Pc  | Ratio |
| 1 | Russie                                   | 18  | 8 | 5 | 1  | 1  | 1 | 21 | 8  | 2.625 | 675 | 578 | 1.168 |
| 2 | Serbie                                   | 17  | 8 | 4 | 2  | 1  | 1 | 20 | 12 | 1.667 | 707 | 677 | 1.044 |
| 3 | Canada                                   | 13  | 8 | 3 | 2  | 0  | 3 | 18 | 14 | 1.286 | 712 | 694 | 1.026 |
| 4 | Belgique                                 | 14  | 8 | 4 | 0  | 2  | 2 | 16 | 14 | 1.143 | 667 | 657 | 1.015 |

### Troisième tour
| Poule I                                              | Poule J                                           |
| ---------------------------------------------------- | ------------------------------------------------- |
| Site : Turin [1F] Brésil [1G] États-Unis [2E] Russie | Site : Turin [1E] Italie [1H] Pologne [2H] Serbie |

#### Groupe I
| # | Équipe     | Pts | J | G | Gt | Pt | P | Sp | Sc | Ratio | Pp  | Pc  | Ratio |
| 1 | Brésil     | 5   | 2 | 1 | 1  | 0  | 0 | 6  | 2  | 3     | 181 | 164 | 1.104 |
| 2 | États-Unis | 3   | 2 | 1 | 0  | 0  | 1 | 3  | 3  | 1     | 132 | 143 | 0.923 |
| 3 | Russie     | 1   | 2 | 0 | 0  | 1  | 1 | 2  | 6  | 0.333 | 175 | 181 | 0.967 |

| Date     | Match               | Résultat | Sets  | Sets  | Sets  | Sets  | Sets  | Total Points |
| Date     | Match               | Résultat | 1     | 2     | 3     | 4     | 5     | Total Points |
| -------- | ------------------- | -------- | ----- | ----- | ----- | ----- | ----- | ------------ |
| 26.09.18 | Brésil - Russie     | 3 - 2    | 20-25 | 21-25 | 25-22 | 25-23 | 15-12 | 106-107      |
| 27.09.18 | États-Unis - Russie | 3 - 0    | 25-22 | 25-23 | 25-23 | -     | -     | 75-68        |
| 28.09.18 | Brésil - États-Unis | 3 - 0    | 25-20 | 25-18 | 25-19 | -     | -     | 75-57        |

#### Groupe J
| # | Équipe  | Pts | J | G | Gt | Pt | P | Sp | Sc | Ratio | Pp  | Pc  | Ratio |
| 1 | Pologne | 4   | 2 | 1 | 0  | 1  | 0 | 5  | 3  | 1.667 | 180 | 171 | 1.053 |
| 2 | Serbie  | 3   | 2 | 1 | 0  | 0  | 1 | 3  | 3  | 1     | 149 | 134 | 1.112 |
| 3 | Italie  | 2   | 2 | 0 | 1  | 0  | 1 | 3  | 5  | 0.6   | 150 | 174 | 0.862 |

| Date     | Match            | Résultat | Sets  | Sets  | Sets  | Sets  | Sets  | Total Points |
| Date     | Match            | Résultat | 1     | 2     | 3     | 4     | 5     | Total Points |
| -------- | ---------------- | -------- | ----- | ----- | ----- | ----- | ----- | ------------ |
| 26.09.18 | Italie - Serbie  | 0 - 3    | 15-25 | 20-25 | 18-25 | -     | -     | 53-75        |
| 27.09.18 | Pologne - Serbie | 3 - 0    | 28-26 | 28-26 | 25-22 | -     | -     | 81-74        |
| 28.09.18 | Italie - Pologne | 3 - 2    | 14-25 | 25-21 | 18-25 | 25-17 | 15-11 | 97-99        |

## Phases finales
|  | Demi-finales 29 septembre 2018 | Demi-finales 29 septembre 2018 |                        |   | Finale 30 septembre 2018 | Finale 30 septembre 2018 |
|  | Demi-finales 29 septembre 2018 | Demi-finales 29 septembre 2018 |                        |   | Finale 30 septembre 2018 | Finale 30 septembre 2018 |
|  |                                |                                |                        |   |                          |                          |
|  |                                |                                |                        |   |                          |                          |
|  |                                |                                |                        |   |                          |                          |
|  | [1I] Brésil                    | 3                              |                        |   |                          |                          |
|  | [1I] Brésil                    | 3                              |                        |   |                          |                          |
|  | [2J] Serbie                    | 0                              |                        |   |                          |                          |
|  | [2J] Serbie                    | 0                              | Brésil                 | 0 |                          |                          |
|  |                                |                                | Brésil                 | 0 |                          |                          |
|  |                                | Pologne                        | 3                      |   |                          |                          |
|  | [1J] Pologne                   | Pologne                        | 3                      | 3 |                          |                          |
|  | [1J] Pologne                   |                                |                        | 3 |                          |                          |
|  | [2I] États-Unis                | 2                              |                        |   |                          |                          |
|  | [2I] États-Unis                | 2                              | Match pour la 3e place |   |                          |                          |
|  |                                |                                |                        |   |                          |                          |
|  |                                |                                |                        |   |                          |                          |
|  |                                |                                |                        |   |                          |                          |
|  | Serbie                         | 1                              |                        |   |                          |                          |
|  | Serbie                         | 1                              |                        |   |                          |                          |
|  | États-Unis                     | 3                              |                        |   |                          |                          |
|  | États-Unis                     | 3                              |                        |   |                          |                          |

| Date     | Match                | Résultat | Sets  | Sets  | Sets  | Sets  | Sets  | Total Points |
| Date     | Match                | Résultat | 1     | 2     | 3     | 4     | 5     | Total Points |
| -------- | -------------------- | -------- | ----- | ----- | ----- | ----- | ----- | ------------ |
| 29.09.18 | Brésil - Serbie      | 3 - 0    | 25-22 | 25-21 | 25-22 | -     | -     | 75-65        |
| 29.09.18 | Pologne - États-Unis | 3 - 2    | 25-22 | 20-25 | 23-25 | 25-20 | 15-11 | 108-103      |

| Date     | Match               | Résultat | Sets  | Sets  | Sets  | Sets  | Sets | Total Points |
| Date     | Match               | Résultat | 1     | 2     | 3     | 4     | 5    | Total Points |
| -------- | ------------------- | -------- | ----- | ----- | ----- | ----- | ---- | ------------ |
| 30.09.18 | Serbie - États-Unis | 1 - 3    | 25-23 | 17-25 | 30-32 | 19-25 | -    | 91-105       |

| Date     | Match            | Résultat | Sets  | Sets  | Sets  | Sets | Sets | Total Points |
| Date     | Match            | Résultat | 1     | 2     | 3     | 4    | 5    | Total Points |
| -------- | ---------------- | -------- | ----- | ----- | ----- | ---- | ---- | ------------ |
| 30.09.18 | Brésil - Pologne | 0 - 3    | 26-28 | 20-25 | 23-25 | -    | -    | 69-78        |

## Classement final
| Place                     | Équipe                 |
| ------------------------- | ---------------------- |
| Médaille d'or, monde      | Pologne                |
| Médaille d'argent, monde  | Brésil                 |
| Médaille de bronze, monde | États-Unis             |
| 4                         | Serbie                 |
| 5                         | Italie                 |
| 6                         | Russie                 |
| 7                         | France                 |
| 7                         | Pays-Bas               |
| 9                         | Canada                 |
| 9                         | Belgique               |
| 11                        | Bulgarie               |
| 11                        | Slovénie               |
| 13                        | Iran                   |
| 13                        | Australie              |
| 15                        | Argentine              |
| 15                        | Finlande               |
| 17                        | Japon                  |
| 17                        | Cuba                   |
| 17                        | Cameroun               |
| 17                        | Égypte                 |
| 21                        | Porto Rico             |
| 21                        | Chine                  |
| 21                        | Tunisie                |
| 21                        | République dominicaine |

## Distinctions individuelles
Les récompenses individuelles sont décernées le 30 septembre 2018 à Turin.
- MVP :  Bartosz Kurek
- Meilleurs réceptionneurs-attaquants :  Michał Kubiak et  Douglas Souza
- Meilleur attaquant :  Matthew Anderson
- Meilleurs centraux :  Piotr Nowakowski et  Lucas Saatkamp
- Meilleur libero :  Paweł Zatorski
- Meilleur passeur :  Micah Christenson